# Rorá

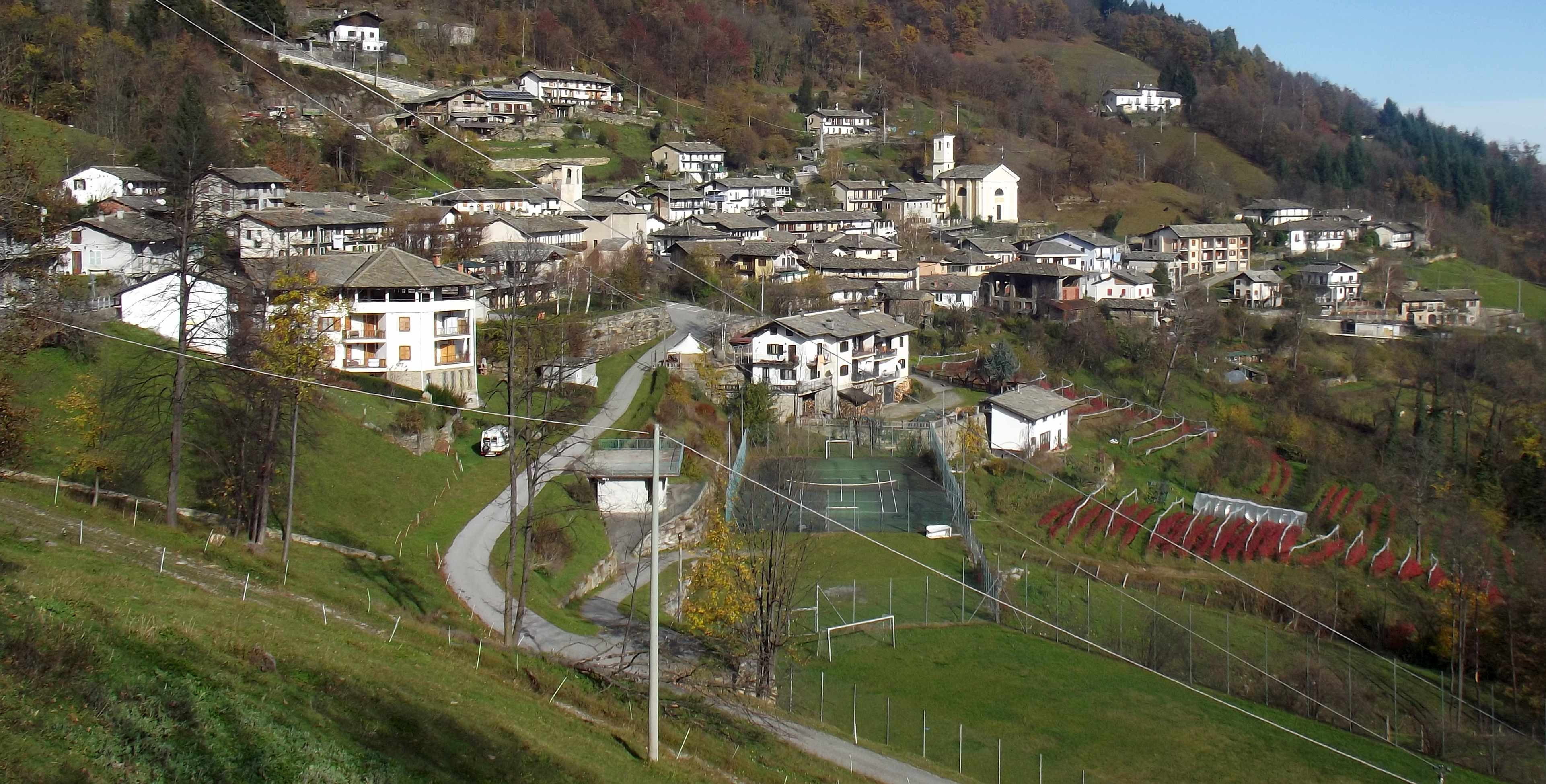
Panorama

Rorà (Rorà también en piamontés, Rourà en occitano) es un municipio con  258 habitantes de la provincia de Turín.
Se sitúa en el valle del Pellice.
Avanzando aguas arriba en el percurso del torrente Luserna, se llega, a 5 km desde Luserna San Giovanni, al pequeño pueblito de Rorá (942 m s. n. m.). En los últimos años, desde el final de los años 1930, ha sufrido una fuerte emigración de su población, lo que ha llevado también a una reducción de la frontera agrícola. Actualmente una de sus actividades económicas más importantes es el ecoturismo. En efecto durante el verano su población se incrementa. Los atractivos son principalmente de carácter natural. Los hermosos paisajes alpinos rivalizan entre sí. Uno de los más apreciados son las áreas de prados que desde Rorá se extiende hasta la cima del paso de Pianprà (1.140 m s. n. m.) desde el cual se puede apreciar el panorama del valle.
La historia de Rorá es también rica en eventos desarrollados a través de varios siglos de luchas religiosas.

## Evolución demográfica
| Gráfica de evolución demográfica de Rorá entre 1861 y 2001 |
|                                                            |
| fuente ISTAT - elaboración gràfica por Wikipedia           |